# Margaret Crowley
Margaret "Maggie" Crowley (Saint Paul, 17 maart 1986) is een voormalig schaatsster uit de Verenigde Staten. Ze vertegenwoordigde haar vaderland op de Olympische Winterspelen 2006 in Turijn.

## Resultaten

### Olympische Winterspelen
| Jaar | Plaats | Resultaten                         |
| ---- | ------ | ---------------------------------- |
| 2006 | Turijn | 22e 3000 m 5e Ploegenachtervolging |

### Wereldbeker
Eindklasseringen
| Seizoen   | 3000/5000 m |
| --------- | ----------- |
| 2005/2006 | 27e         |